# Garcinia uniflora
Garcinia uniflora är en tvåhjärtbladig växtart som beskrevs av George King. Garcinia uniflora ingår i släktet Garcinia och familjen Clusiaceae. Inga underarter finns listade i Catalogue of Life.